# Chrysobothris dudleyaphaga
Chrysobothris dudleyaphaga es una especie de escarabajo del género Chrysobothris, familia Buprestidae. Fue descrita científicamente por Wescott en 2007.